# Ранок прокляття
«Ранок прокляття» (англ. Damnation Morning) — науково-фантастичне оповідання Фріца Лайбера, вперше опубліковане в серпні 1959 року журналом «Fantastic».

## Сюжет
Агентка Павуків вербує солдата за декілька хвилин до його смерті у п'яній бійці. Вона тестує його на здатність подорожувати в часі і спішно виводить його копію з будинку.
Завербованому солдату дозволяється побачити момент власної смерті. Він бачить своє тіло викинуте через вікно.
З іншого боку вулиці за трупом спостерігає його друга копія з емблемою Змій.

## Зв'язок з іншими творами
Твори Фріца Лайбера про війну змін між Зміями та Павуками:
- Безмежний час
- Спробуй змінити минуле
- Хід конем